# Atelier d'Alvar Aalto
L'Atelier d'Alvar Aalto est un bâtiment situé à Helsinki en Finlande. 
Le bâtiment a été conçu par Alvar Aalto.

## Histoire
La maison conçue par Alvar Aalto  est située au 20, rue Tiilimäki, dans le quartier de Munkkiniemi à Helsinki.
Le bâtiment est l'un des quatre sites du musée Alvar Aalto.

## Galerie

Façade extérieure
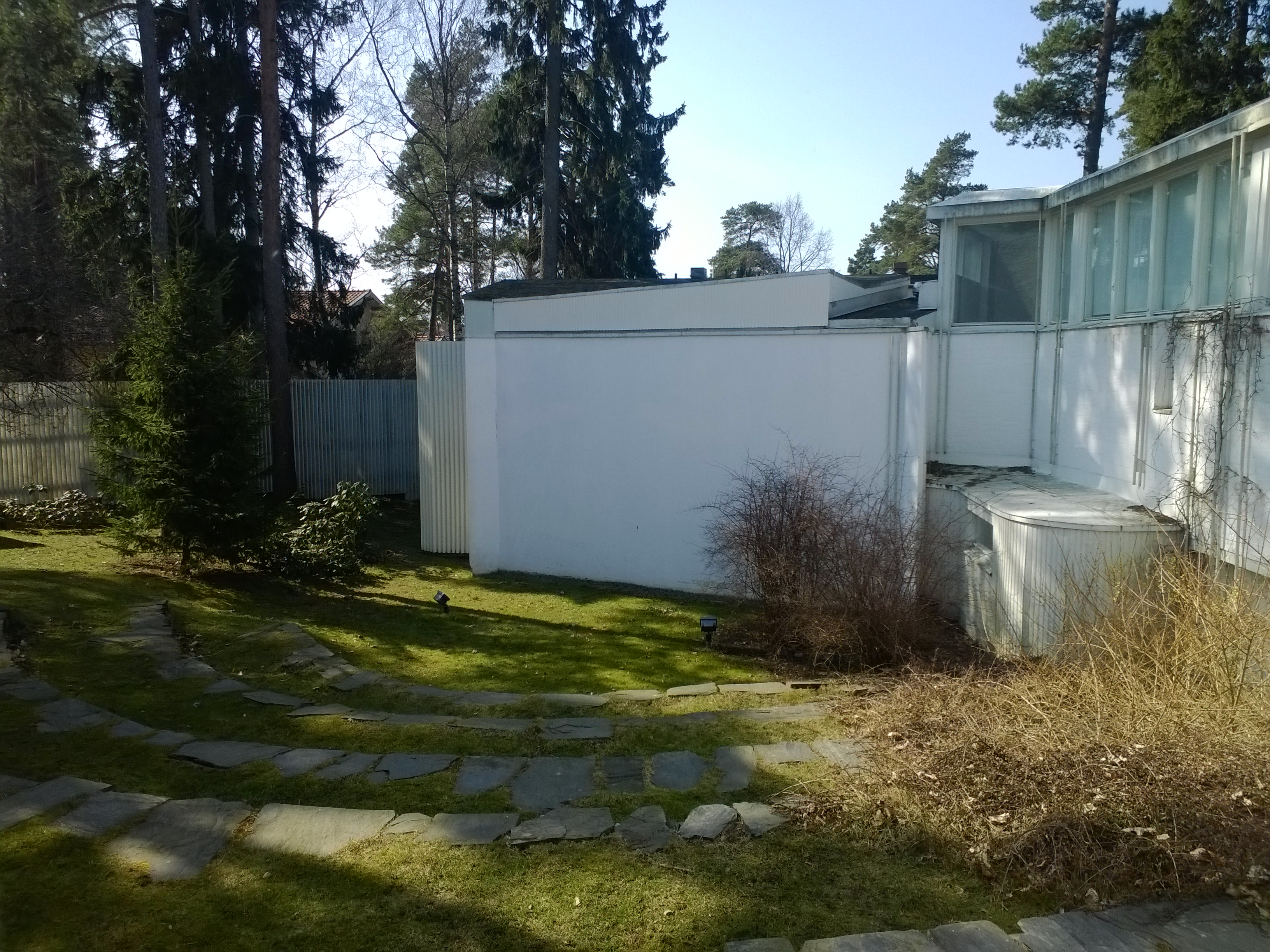
Cour intérieure
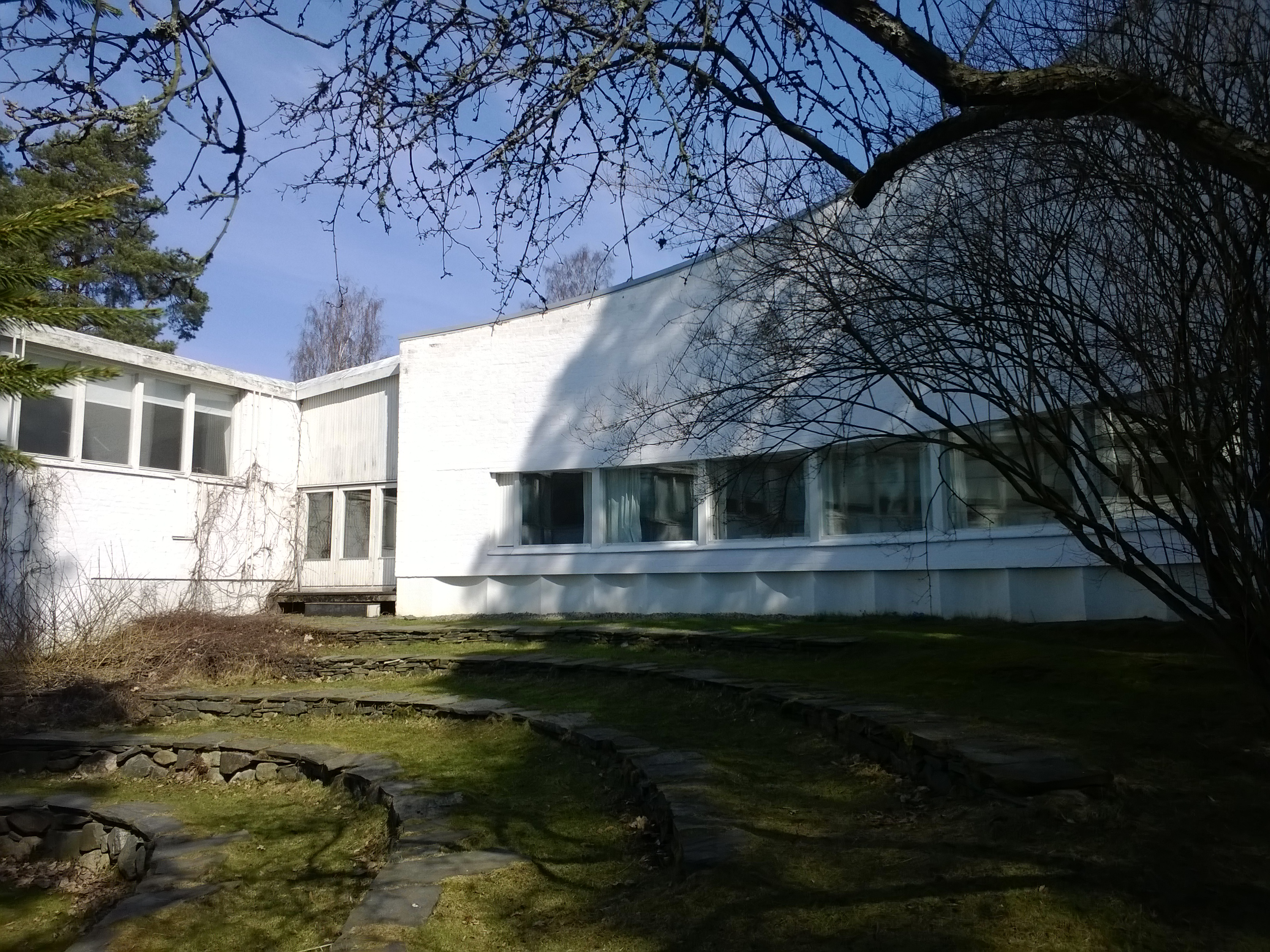
Cour intérieure
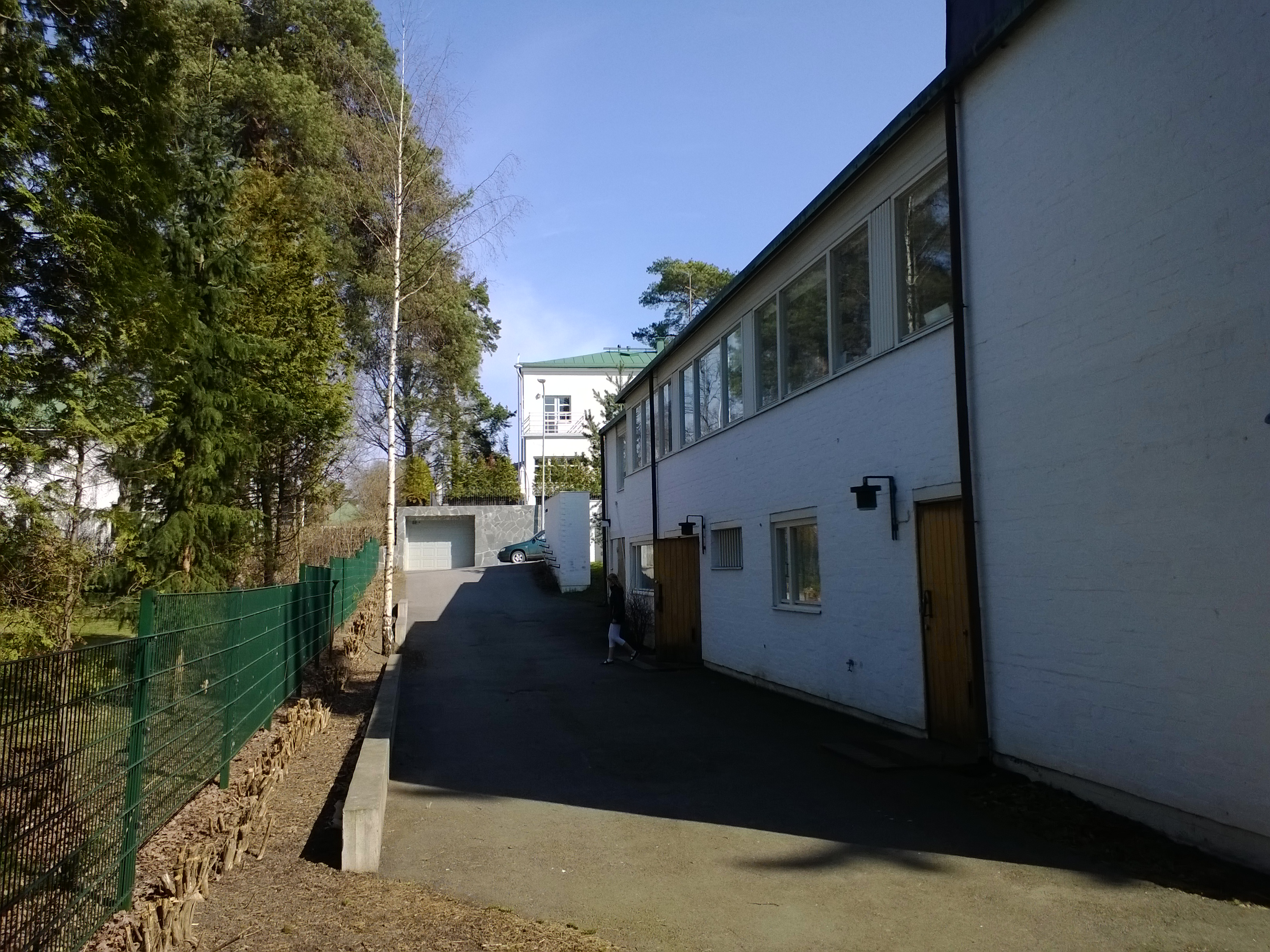
Portes d’entrée
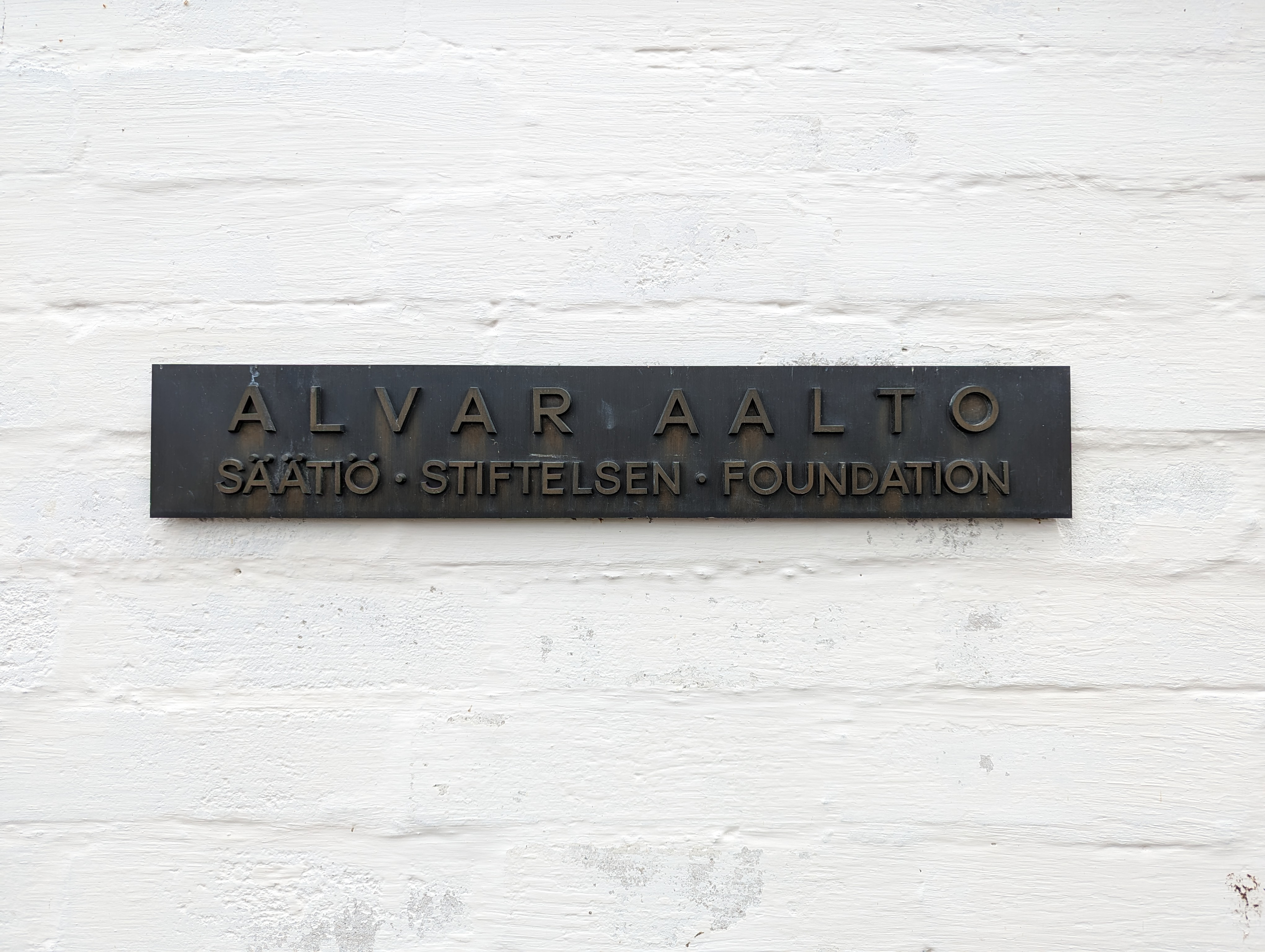
Plaque à l’entrée de l’édifice
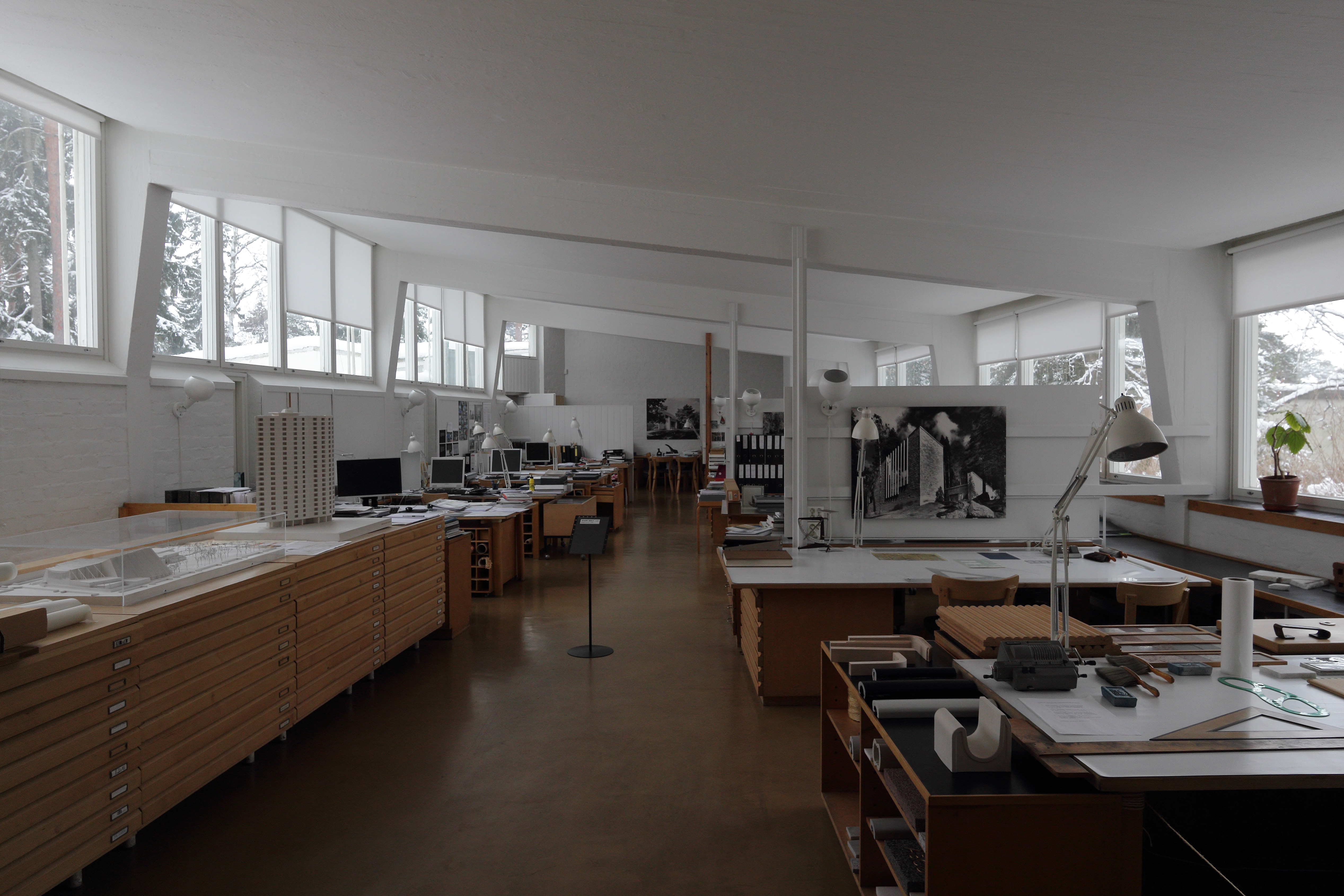
Bureaux des employés
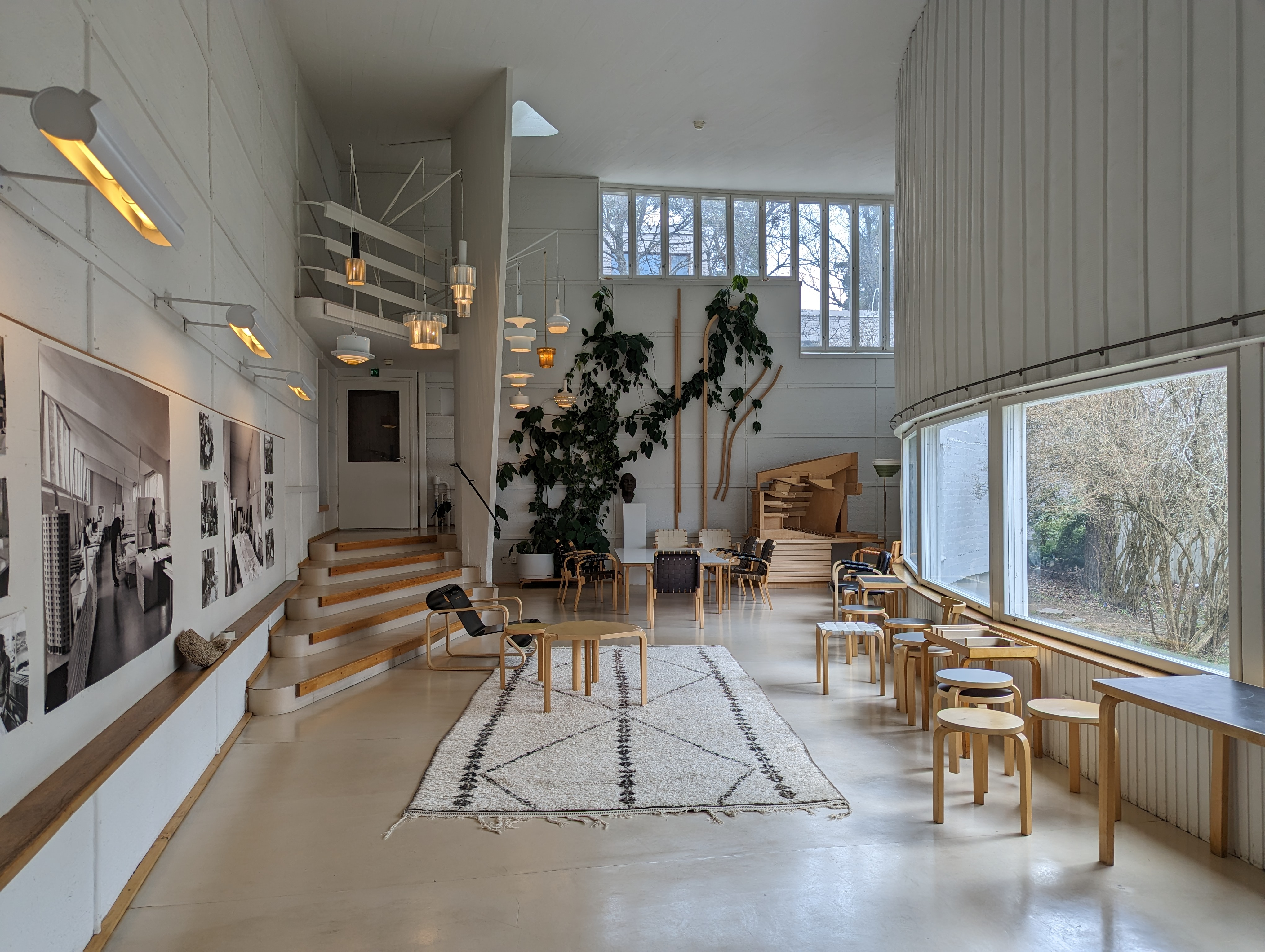
Intérieur, également bureau d’Alvar Aalto
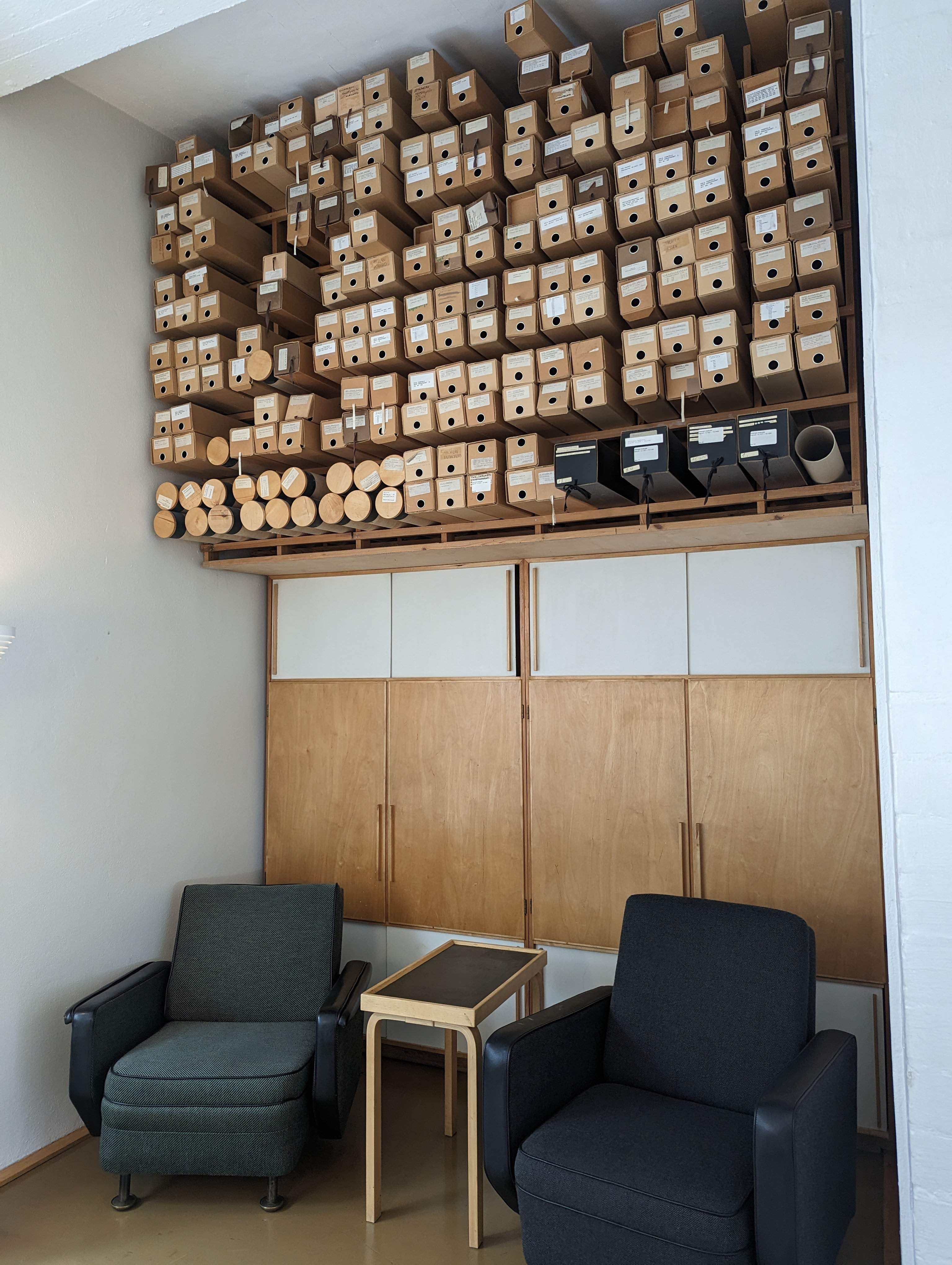
Plans conçus par l’agence
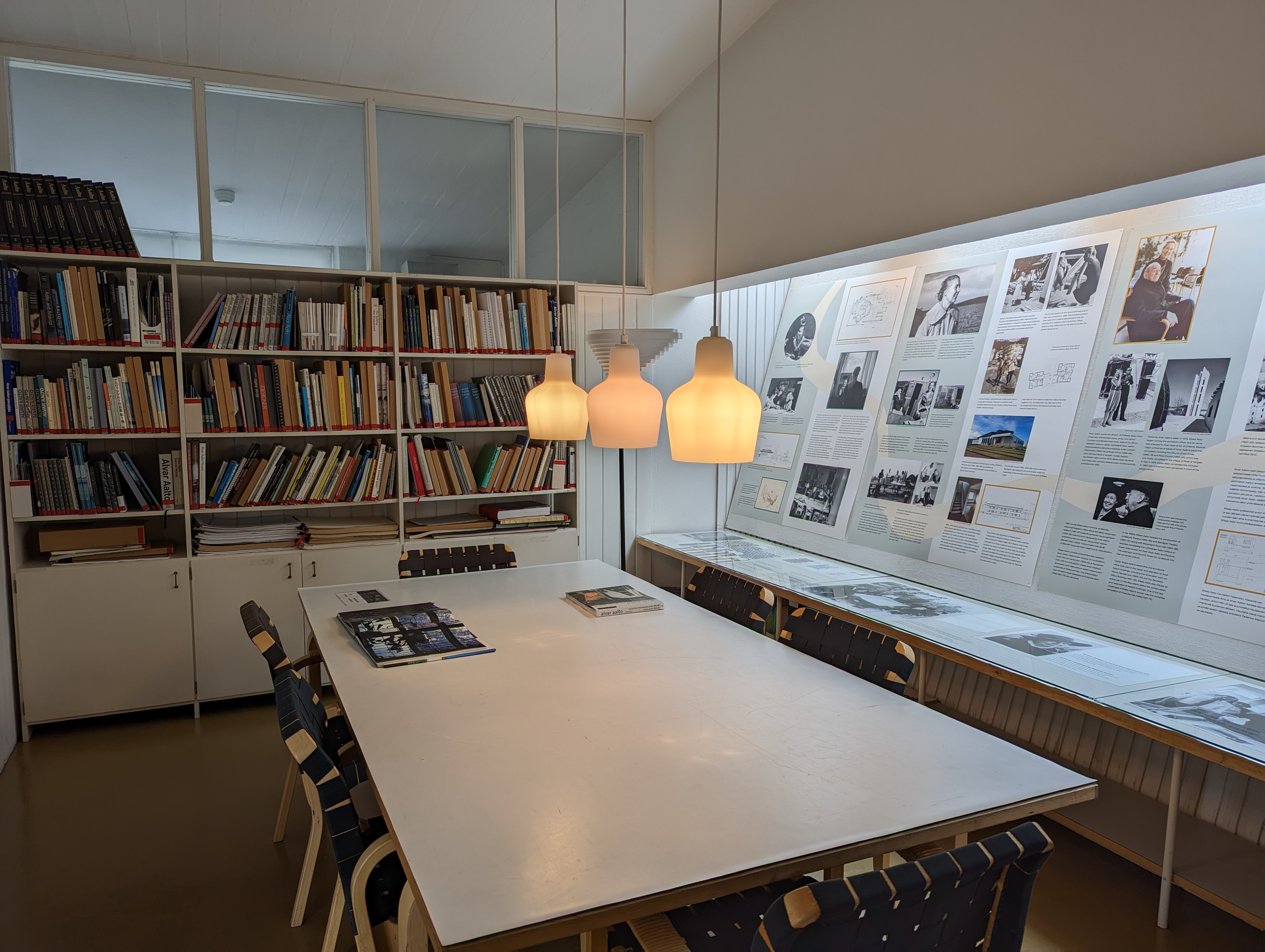
Salle de présentation des projets
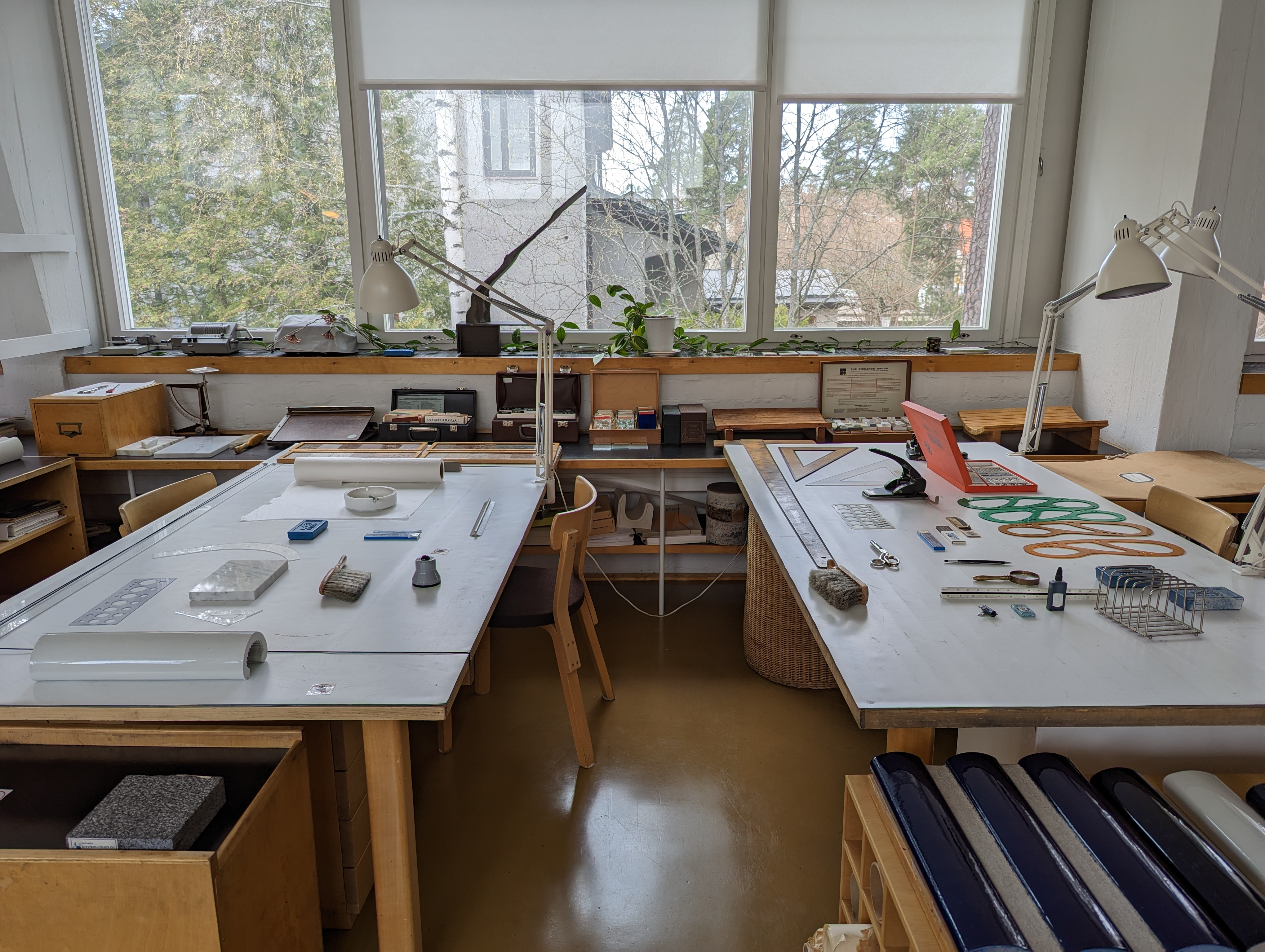
Bureaux exposants différents échantillons de matériaux
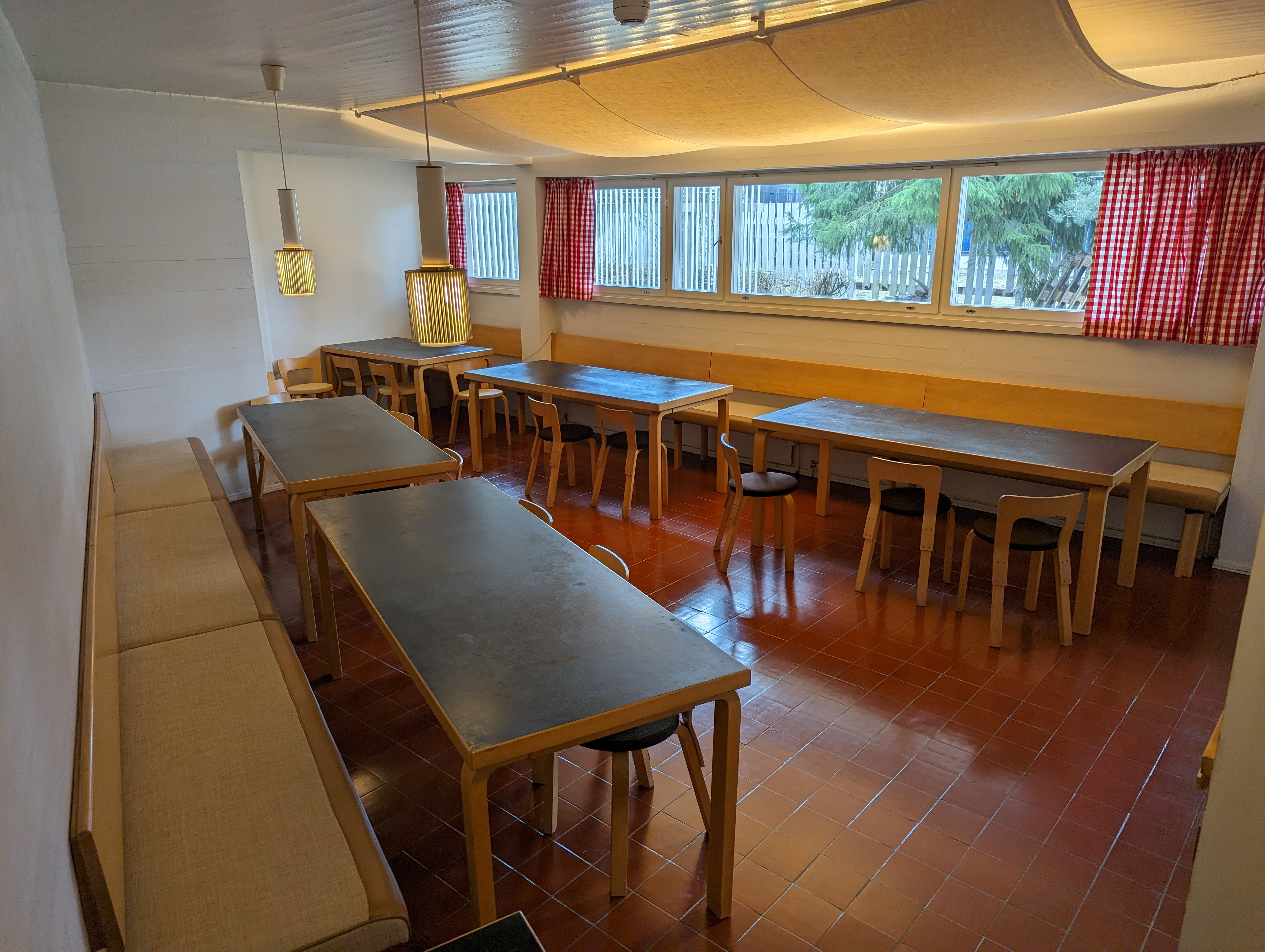
Cafétéria
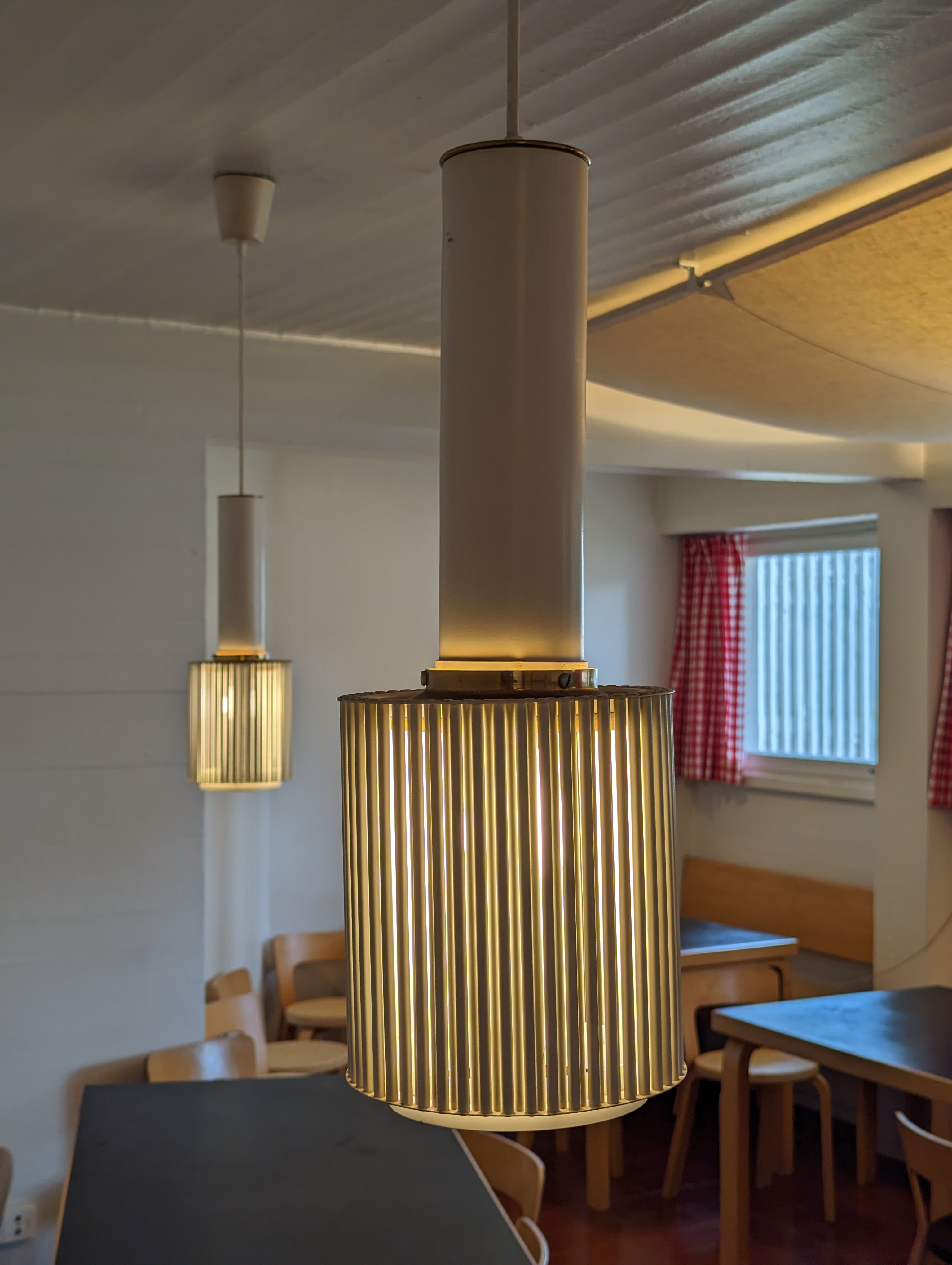
Lampe "Grenade"
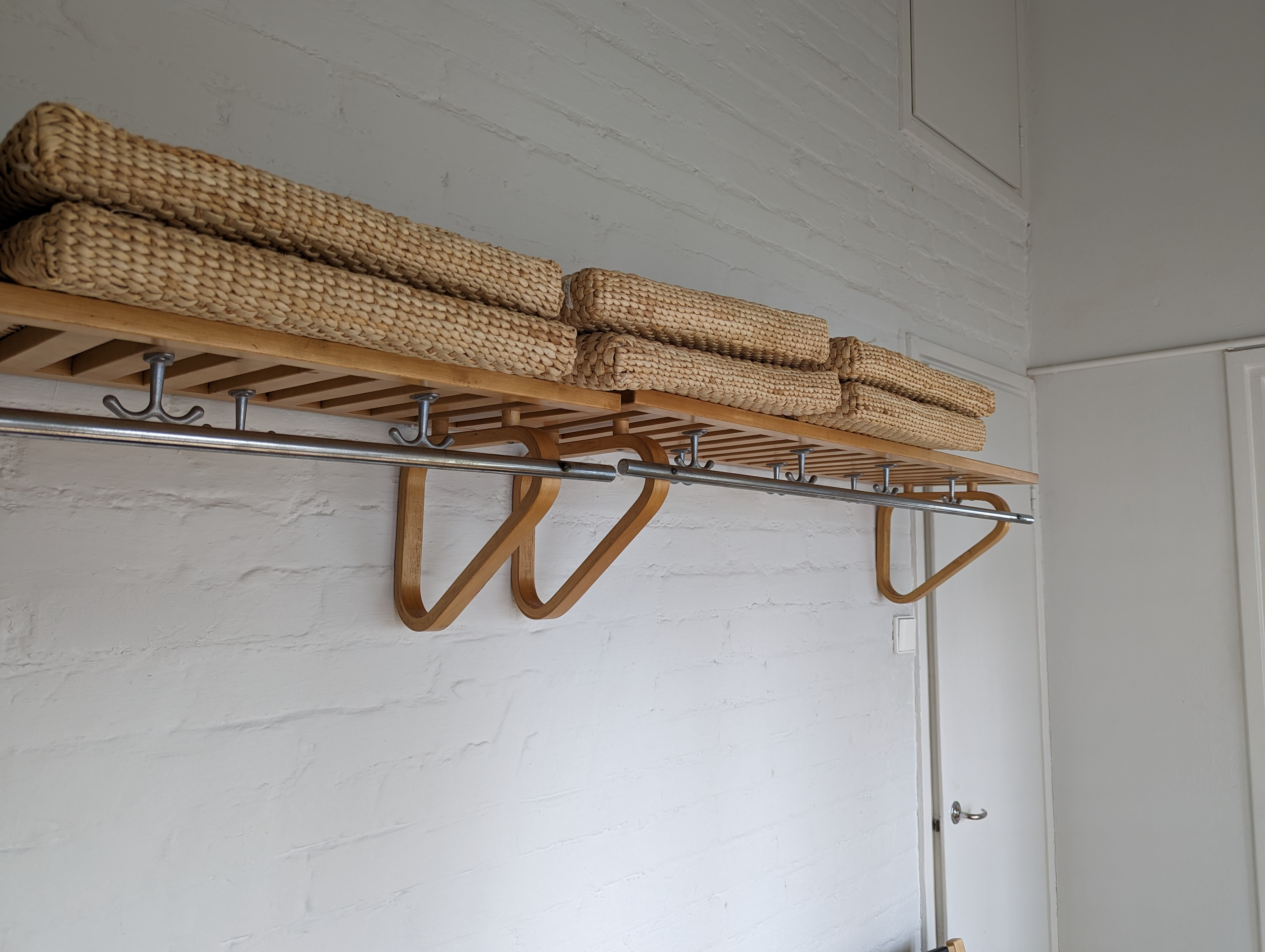
Porte-manteaux et porte-bagages fait de bois plié